# Sindrome di Bernard-Soulier
La sindrome di Bernard-Soulier  è un insieme di disturbi a carattere autosomico recessivo o codominante riguardante le piastrine, in particolare il recettore del fattore di von Willebrand della coagulazione del sangue, composto dalle glicoproteine GPIb, GPV e GPIX.

## Storia
Il disturbo è stato descritto per la prima volta nel 1948.

## Eziologia
La causa che comporta tale sindrome è una mutazione del DNA, negli studi clinici sono state individuate più di 20 differenti mutazioni genetiche riguardanti tre geni: GP1BA, GP1BB e GP9, codificanti rispettivamente per la subunità α e la subunità β della GPIb e per la GPIX.

### Glicoproteina Ib
Nel corpo umano normalmente si ritrovano circa 25 000 unita, per quanto riguarda la sua composizione essa risulta ricca soprattutto di acido sialico. Nel procedimento morboso collegato alla sindrome il 17 alfa e il 22 beta sono coinvolti.

## Epidemiologia
La sindrome è molto rara, fino agli inizi del XXI secolo sono stati registrati 100 casi nel mondo.. L'incidenza della forma omozigote è di 1/1 000 000, mentre si suppone che la forma eterozigote abbia un'incidenza di 1/500 individui.

## Fisiopatologia
La mutazione causa un deficit quantitativo o qualitativo del complesso glicoproteico in questione. Ciò determina un'alterazione funzionale piastrinica, con deficit di adesione-aggregazione. Non è chiaro come provochi la macrotrombocitopenia.

## Sintomatologia
Fra i sintomi e i segni clinici ritroviamo trombocitopenia ed emorragie a vari livelli (e quindi anche epistassi ed ecchimosi più o meno intense) che possono manifestarsi anche in seguito a piccoli traumi successivi. Il tempo di emorragia è allungato e il test di Born mostra un difetto di aggregazione da ristocetina e lenta risposta a basse dosi di trombina, non corretto dall'aggiunta di plasma normale.

## Diagnosi differenziale
In sede di accertamento clinico bisogna differenziarlo dalla porpora trombocitopenica idiopatica, sindrome della piastrina gigante, sindrome di Epstein.

## Prevenzione e Terapia
Le complicanze emorragiche possono essere prevenute evitando l'acido acetilsalicilico, antinfiammatori o comunque farmaci che portano come effetto collaterale le emorragie.
L'estroprogestinico può essere impiegato nelle donne con meno-metrorragia e la desmopressina può essere impiegata in corso di sindrome emorragica muco-cutanea non grave. Si riserva la trasfusione di piastrine in caso d'intervento chirurgico o di complicanza emorragica più importante.